# بیتووتشیتسه
بیتووتشیتسه (به چکی: Bítovčice) یک منطقهٔ مسکونی در جمهوری چک است که در ناحیه ییهلاوا واقع شده‌است. بیتووتشیتسه ۶٫۵۸ کیلومتر مربع مساحت و ۴۵۱ نفر جمعیت دارد و ۴۵۸ متر بالاتر از سطح دریا واقع شده‌است.